# Démons et Merveilles (Lovecraft)
Pour les articles homonymes, voir Démons et Merveilles.
Démons et Merveilles est un recueil de nouvelles de l'écrivain américain H.P. Lovecraft. Il est composé de quatre textes écrits entre 1919 et 1933 dont le personnage principal est Randolph Carter.
Ce recueil est sans équivalent en langue anglaise. Il est publié pour la première fois en 1955 dans la collection Lumière interdite aux éditions Deux-Rives. Les nouvelles sont traduites par Bernard Noël.
Le titre de l'ouvrage est emprunté à la chanson Démons et Merveilles, signée Jacques Prévert et Maurice Thiriet, que l'on entend dans le film Les Visiteurs du soir de Marcel Carné.

## Contenu
- H.P. Lovecraft, ce grand génie venu d'ailleurs

Introduction par Jacques Bergier.
- Le Témoignage de Randolph Carter (The Statement of Randolph Carter)

Écrit en 1919, première publication dans The Vagrant n°13, mai 1920.
- La Clé d'argent (The Silver Key)

Écrit en 1926, première publication dans Weird Tales, janvier 1929.
- À travers les portes de la clé d'argent (Through the Gates of the Silver Key)

Écrit en collaboration avec E. Hoffmann Price en 1933, première publication dans Weird Tales, juillet 1934.
- À la recherche de Kadath (The Dream Quest of Unknow Kadath)

Écrit en 1927, première publication dans le recueil Beyond the Wall of Sleep, Arkham House, 1943.
Cette dernière nouvelle, la plus longue du recueil, a été publiée seule en 1996 aux éditions J'ai lu sous le titre La Quête onirique de Kadath l'inconnue, avec une traduction révisée par Arnaud Mousnier-Lompré.

## Différentes éditions
- Éditions Deux-Rives, collection Lumière interdite, 1955[5].
- Bibliothèque mondiale no 123, 192 pages, année de parution inconnue[6].
- Éditions Opta / André Sauret, 1976.  Album cartonné sous couverture cuir illustrée par Philippe Druillet, étui et cartonnage d'éditeur.  Nombreuses compositions de l'artiste, en noir et en couleur, certaines à pleine page.  Édition à 2000 exemplaires dont 190 de tête.
- UGE (Union Générale d'Éditions), collection 10/18, domaine étranger n°72, 1979, 320 pages[7], réédité en 1991[8].
- Robert Laffont, collection Bouquins, 1992, in Lovecraft, tome 3. À noter que la nouvelle A la recherche de Kadath figure en deuxième position et non plus en dernière, ce qui est plus logique du point de vue des événements vécus par Randolph Carter.
- Les Contrées du rêve, Éditions Mnémos, 2010, regroupe les textes de Démons et Merveilles retraduits, et associé à d'autres nouvelles de H. P. Lovecraft mettant en scène les contrées du rêve.

La Quête onirique de Kadath l'inconnue:
- Éditions J'ai lu, collection Science-Fiction no 4256, juillet 1996, 160 pages[9], réédité en 2005[10].
- Librio, collection SF-Fantastique no 188, septembre 1997[11].